# Ottokar Nováček
Ottokar Eugen Nováček (també: Novacek) (Bela Crkva (Sèrbia), 13 de maig, 1866 – Nova York (Estats Units), 3 de febrer, 1900) va ser un compositor, professor de música, violinista i violista serbi.

## Biografia
Nováček —com els seus germans Rudolf, Karel i Victor (1875-1914)— va rebre les seves primeres lliçons de música del seu pare Martin Nováček, que dirigia una escola de música a Timișoara. Ja als dotze anys va cridar l'atenció en un concert amb la seva interpretació del Concert en mi menor, per a violí i orquestra de Felix Mendelssohn Bartholdy. Va estudiar de 1880 a 1883 amb Jakob Dont a Viena i després al Conservatori de Leipzig amb Adolf Brodsky i Henry Schradieck. A Leipzig va guanyar el Premi Mendelssohn el 1885.
Des de 1880 va ser violinista de l'Orquestra del Gewandhaus de Leipzig i primer segon violinista i més tard violinista del "Quartet Brodsky". El 1891 va marxar a Boston i es va convertir en membre de l'Orquestra Simfònica de Boston, que llavors era dirigida per Arthur Nikisch. També va ensenyar al "New England Conservatory" de Boston. El 1892 i el 1893 va ser violista de l'Orquestra Damrosch de Nova York i més tard va tornar a formar part del quartet de corda del seu antic professor Adolph Brodsky. El 1899 va emmalaltir greument i ja no va poder actuar com a músic. Des d'aquest moment fins a la seva mort va compondre exclusivament.
El seu Concert per a piano i orquestra, per exemple, va ser creat per a Ferruccio Busoni. Va escriure un himne per a orquestra de corda, que va ser interpretat als Estats Units i a Europa per Arthur Nikisch.

## Composicions

### Treballs per a orquestra
- 1894 Concert, per a piano i orquestra, op. 8
- Hymne, per a orquestra de corda
- Perpetuum mobile (Moto perpetuo), per a violí i orquestra

### Música vocal

#### Cançons
- Sis cançons, per a veu i piano - text: Lev Tolstoi

### Música de cambra
- 1890 Quartet de corda en mi menor
- 1894 Suite en fa major, per a violí i piano, op. 7
- 1896 8 Capricis de concerts, per a violí i piano, op. 5
- 1898 Quartet de corda en mi bemoll major
- 1900 Quartet de corda en do major
- Bulgarian Dances, per a violí i piano
- Perpetuum mobile (Moto perpetuo), per a violí i piano[1]

### Obres per a piano
- Dos Capricci, per a piano